# Camaret-sur-Aigues
Camaret-sur-Aigues este o comună în departamentul Vaucluse din sud-estul Franței. În 2009 avea o populație de 4.439 de locuitori.

## Evoluția populației
| An        | 1975  | 1982  | 1990  | 1999  | 2006  | 2009  |
| --------- | ----- | ----- | ----- | ----- | ----- | ----- |
| Populație | 2.255 | 2.468 | 3.121 | 3.553 | 4.207 | 4.439 |